# Samurai
 For alternative betydninger, se Samurai (flertydig). (Se også artikler, som begynder med Samurai)
Samurai betyder 'den som tjener' og var før 1868 et medlem af kriger-aristokratiet i det feudale Japan. Han havde en herre, og han tilhørte overklassen.
Samuraiernes historie begynder i det 8. århundrede, hvor klaner og kejser Kammus nyudnævnte shogun begyndte at have hære, hvorfra en krigeradel rejste sig. Samuraierne forsvandt i 1800-tallet omkring Meiji-restaurationen, der var et hårdt slag for samuraierne, der i tusindvis blev arbejdsløse.

## Våben
Samuraier bar altid to sværd.
- Et langt sværd kaldes en katana ("sværd" på japansk, men bruges nu om en speciel slags sværd). En katana er et enægget sværd. Det er det, som mange kender som et samuraisværd.

- Ud over det havde samuraierne et kortere sværd, en Wakizashi, et "ekstra våben".

Wakizashi blev brugt på slagmarken og til at udføre det ærefulde selvmord seppuku, kendt som hara-kiri af vesterlændinge. For en samurai var æren det vigtigste, hvis han mistede den var selvmord den eneste udvej.
Der eksisterede også en lille kniv, en tanto, som primært kvinderne bar til selvforsvar.
Samuraier øvede sig også i at kæmpe med andre våben, især spyd og bue og pil. De øvede sig i at ride og skyde på samme tid, hvilket var forbundet med vanskeligheder eftersom det krævede færdigheder i at ride, mens skydningen blev foretaget med bue og pil.
De rustninger, samuraier bar, var meget anderledes end de europæiske rustninger. De vejede kun omkring 11 kg.[kilde mangler] så samuraierne kunne selv komme op på hesten. Samuraiernes rustninger var fleksibilitet frem for styrke, så de havde mere bevægelsesfrihed. Rustningerne var sat sammen af små jernstykker. De var lakerede og syet sammen med silketråd. Nogle af pladerne blev syet, så de lagde sig naturligt op ad kroppen. Hjelmene kunne have frygtindgydende horn og masker. Samuraier trænede også med vifter og nåle,[kilde mangler] så de kunne beskytte sig i enhver situation. Samuraier, som havde vundet dueller og slag, fik større anerkendelse og respekt.

## Samuraierne i dag
Samuraiernes sværdteknikker kan findes i dag inden for følgende japanske kampdiscipliner:
- Kenjutsu
- Kendo
- Iaijutsu
- Iaido

## De 47 ronin-krigere fra Ako
I 1701 skulle shogunen modtage tre ambassadører. Det krævede stort ceremoniel. Derfor inviterede han Asano fra Ako til at være ceremonimester. Men da Ako lå langt ude på landet, kendte Asano ikke til hofetikette. Han var derfor helt afhængig af den anden ceremonimester Kira Yoshinaka. Han sendte nogle gaver som tak for hjælpen. Kira var ikke tilfreds med gaverne og lærte ham ikke noget nyttigt eller noget direkte forkert.[kilde mangler]
En dag sagde Kira til Asano, at han skulle komme i korte bukser. Det gjorde Asano, men fandt de andre i lange bukser. Han blev så vred, at han trak sit sværd, og Kira i panden. Shogunen blev rasende, og bad Asano om at begå sepukku. Da Asano døde, blev hans 47 samuraier herreløse. De besluttede sig at handle efter Bushido og hævne deres herres død. De var udmærket klar over, at de ville blive beordret til harakiri for det.[kilde mangler]
Kira havde imidlertid fået mistanke om, at de ville gøre det. Så han lod spioner holde øje med dem. Ronin-krigerne gjorde dog intet uventet. De morede sig med kvinder, trænede kendo og drak risvin. I to år havde de ikke foretaget sig noget uventet, så Kira opgav at bevogte dem. Men de havde gjort deres rustninger klar i det skjulte.[kilde mangler]
En nat klædte de sig i harnisk og sneg sig ind i Kiras hus. De bandt ham, og en af dem huggede hovedet af ham. Som ventet beordrede shogunen, at de begik selvmord, og de adlød. De blev helte i hele Japan.[kilde mangler]
Teaterstykker og skuespil er lavet om dem. I dag kommer folk fra hele verden og besøger deres grave ved siden af deres herres.

## Samuraiklanerne
De to største samuraiklaner i den japanske middelalder var Minamotoklanen og Tairaklanen. De udkæmpede over hundrede krige om magten i Japan.
I 1180-1185 gjorde Minamotoklanen ende på Tairaklanens magt ved det store slag ved Gempei. Nu herskede Minamotoklanen over Japan i flere århundreder. De styrede Japan fra byen Kamakura i Kanagawadistriktet.
Lige omkring år 1600 tog Tokugawa Ieyasu magten og grundlage et nyt shogunat, der blev styret fra den lille fiskerby Edo,[kilde mangler] senere kendt som Tokyo.

## Krigerne
En af de vigtigste enheder i en samuraihær var kavaleriet, som red på små tætbyggede heste. Til hest kunne samuraien stå op i stigbøjlerne, og med sin naginata (et spyd med et krumt blad) kunne han feje sine fjender væk foran hesten.[kilde mangler] Endvidere kunne han ride og skyde med bue og pil. Hesten blev styret med knæene. Kavaleristerne var de højestrangerede samuraier.
Den største del af samuraihæren bestod af spydbærerne, som kæmpede til fods med en yari, et spyd med et lang lige blad.
En anden vigtig del af samuraihæren var bueskytterne, som på lang afstand kunne sætte fjenden ud af spillet. Bueskytterne bar desuden katana, der kunne anvendes ved nærkontakt med fjenden.
En ronin var en herreløs kriger. En samurai kunne skifte status fra at være samurai til ronin, hvis denne mistede sin herre. Ronin tjente deres penge på mange forskellige måder, de kunne fx arbejde som livvagter for rige købmænd, rejse rundt i Japan og vise deres evner med sværd og udfordre til kampdueller, de kunne terrorisere landsbyer eller beskytte dem.[kilde mangler]
Samuraierne bestilte af og til ninjaer til det 'beskidte' arbejde.[kilde mangler] Ninjaerne var eksperter i snigmord og baghold. De blev blandt andet trænet i at sætte knogler ud af led, så de kunne slippe ud af stramme reb og kravle gennem smalle steder.[kilde mangler]
En anden form for krigere var buddhistmunkene, som tilhørte templer og klostre over hele Japan. Hvert tempel eller kloster havde ofte specialiseret sig i kunsten af våbenbrug.

### Duellen mellem Sasaki Kojiro og Miyamoto Musashi
Den mest kendte duel foregik mellem Miyamoto Musashi, som var en ronin og Sasaki Kojiro, som var samurai.
Kampen fandt sted på en sandstrand. Kojiro gjorde sig klar og iførte sig pæne klæder, hvorefter han ventede på Musashi. Da det blev hen mod middag, blev Kojiro bekymret for, at Musashi var flygtet. Han sendte derfor en tjener ud for at finde Musashi. Tjeneren fandt ham sovende i sin seng.
Det gjorde Kojiro urolig. Var Musashi virkelig så ligeglad, at han kunne sove så lang tid? Musashi roede ud til Kojiro. På vejen ud til duellen skar Musashi et træsværd af en åre, så den kom til at ligne en form for bokuto. Musashi hoppede ud af båden og så Kojiro i øjnene. Kojiro trak sit samurai-sværd. ”Det får du ikke brug for mere”, sagde Musashi. Kojiro blev vred og svingede sit samurai sværd mod Musashi. Musashi blev stående og lod sværdet hugge hans hår af, som han havde opbundet med et tørklæde. Derefter svingede Musashi sit træsværd i et højt spring og ramte Kojiro midt i issen. Kojiro faldt om, død på stedet.

## Japanske fæstninger
Japanske fæstninger var store nok til at rumme daimyoen, hele hans familie og hans samuraier. Fundamentet bestod af sten. De beskyttede mod jordskælv, men var samtidig nemme at klatre på. Husene var af træ, men godt beskyttet mod ildspåsættelse, fordi de var så svære at komme ind til. At bryde igennem en japansk fæstning var uhyre svært. Murene var høje og uindtagelige. Et overraskelsesangreb var næsten umuligt pga. de mange vagter, der holdt udkig døgnet rundt. De eneste muligheder var at grave sig under eller kravle over murene med stiger. En belejring kunne vare flere år.
Den mest kendte er belejringen af Osakafæstningen.[kilde mangler] Den varede næsten et helt år. Fæstningen var kæmpestor. Den var omgivet af tre voldgrave og blev forsvaret af 120.000 mand. Hovedbygningen var en femetagers bygning, og fæstningen var omgivet af floder fra tre forskellige sider. Det var Japans bedst bevogtede borg.
Toyotomi Hideyori, som var den retmæssige kejser. Tokugawa Ieyasu var shogun, og halvdelen af samuraierne holdt med ham og resten med Hideyori. Derfor så han det som sin pligt at dræbe Hideyori.[kilde mangler]

### Belejring af Osakafæstningen 1614
Tokugawas første træk var at erobre alle forposterne i fæstningen. Derefter blokerede han alle udgange. Så byggede han tårne og rambukke til at smadre ydermuren. Han fik sine ingeniørtropper til at grave en tunnel under muren, men intet virkede.
Derefter prøvede han at bruge list. Han bestak en af mændene på borgen til at åbne den yderste port. Men inden han nåede det, halshuggede en af Hideyoris samuraier forræderen.
Så rettede Tokugawa sine kanoner mod kvindefløjen, hvor Hideyoris mor Yodo-dono boede. Der var en masse skrig og skrål, men de blev evakueret til en anden bygning. Hideyori så sig nødsaget til at indgå en fredsaftale med Tokugawa. Fredsaftalen gik ud på, at Tokugawa skulle opløse sin hær og lade Hideyori i fred. Til gengæld skulle Hideyori love ikke at angribe Tokugawa. Det var aftalen at Tokugawa skulle fylde en af voldgravene med murbrokker, men han fyldte to af dem, så der kun var en mur ind til borgen. Takugawa lod som om, det var en misforståelse, så nu var der kun en voldgrav og en mur. Næste sommer brød Hideyori fredsaftalen og gik i krig med Tokugawa, men det gav bagslag. Tokugawa belejrede Osakaborgen endnu en gang, og denne gang overtog han den. Hideyori og Yodo-dono begik seppuku

## Tidslinje fra år 1000-1876
År 1016: Fujiwara Michinaga får magten over Japan og Fujiwaraklanen hersker i over 140 år
År 1159: Tairaklanen tager magten med Taira Kiyomoris i spidsen efter den store Heiji-krig
År 1180-1185: Minamotoklanen tager magten fra Tairaklanen efter Gempei-krigen.
År 1192: Minamoto Yoritomo udpeges til shogun og opretter det første shogunat fra Kamakura
År 1274: Mongolernes første angreb – mislykkedes
År 1281: Mongolernes andet angreb, denne gang med over 140.000 mand – mislykkede blandt andet på grund af dårlige vejrforhold. Kamikaze vinden bliver stormen kaldt.
År 1333: Kamakura styret falder
År 1334: Kejseren genvinder for en kort tid magten over Japan
År 1336: Ashikaga Takauji vender sig mod kejseren og indtager det kejserlige palads
År 1338: Takauji udnævnes til shogun over Japan og har derved uindskrænket magt
År 1542: Portugiserne bringer geværer til Japan som handelsvarer
År 1568: Oda Nobunaga indtager Kyoto
År 1573: Shogunstyret fra Muromachi (Takedaklanen) falder
År 1575: Takedaklanen nedkæmpes af Nobunaga i Nagashino-slaget
År 1590: Japan genforenes til ét rige i stedet for en masse små provinser styret af hver sin
daimyoer.
År 1600: Tokugawa Ieyasu vinder magten og dræber alle fjender
År 1603: Ieyasu bliver shogun og starter sit shogunat i Edo (Tokyo)
År 1614: Ieyasu skærper jagten på de kristne japanere
År 1615: Ieyasu indtager Osakaborgen og dræber alle i den forsvarende Toyotomi-klan.
År 1639: Japan isolerer sig selv for omverdenen, 100 %
År 1854: Den amerikanske eskadrechef Matthew C. Perry kommer med en stor krigsflåde og tvinger Japans regering til at åbne samtlige havne for handel
År 1868: Shogunatets styre afskaffes og Kejser Meiji sættes igen på tronen.
År 1870: Særlige rettigheder for samuraier afskaffes
År 1876: Sværd forbydes

## Samuraierne går til grunde
I 1853 kom den amerikanske søofficer Matthew C. Perry til Japan. Han tvang Japan til at åbne deres havne ved at beskyde dem. Så smuldrede shogunens magt, og kejser Meiji blev i 1868 indsat som kejser. Før i tiden ville en fremmed, der kom til Japan, blive halshugget.[kilde mangler]
Kejser Meiji ville have en moderne hær. Derfor fik han englændere til at hjælpe med at træne en hær og fremstille våben. De blev trænet i opstillinger, der var beregnet til brug af geværer. Geværerne var meget bedre end buerne, men geværerne skulle lades efter hvert skud. Bueskytterne skød, når geværerne blev ladet. I 1876 forbød kejseren alle uden for den kejserlige hær at bære katana, hvilket var specielt nødvendigt for at kontrollere Satsuma-oprørerne, der tidligere havde status som samurai.

## Selvmordsritual under 2. Verdenskrig
Senere kunne hændelser under 2. Verdenskrig (1939-1945) sammenlignes med 'samurai-ånden', der eksisterede i det feudale Japan før 1868.[kilde mangler] I 1941 bombede japanerne Pearl Harbor. De såkaldte kamikazepiloter kunne sidst i krigen ære deres nation ved at begå selvmord ved at torpedere de amerikanske skibe med deres fly. Missioner af denne art blev ofte velsignet med et ritual, før piloten satte sig op i flyet.